# Superlega 2025-2026
La Superlega 2025-2026, 81ª edizione della massima serie del campionato italiano maschile di pallavolo, si svolgerà dal 19 ottobre 2025: al torneo parteciparanno dodici squadre di club italiane.

## Regolamento

### Formula
La formula ha previsto:
- Regular season, disputata con girone all'italiana, con gare di andata e ritorno asimmetriche, per un totale di ventidue giornate: le prime otto classificate hanno acceduto ai play-off scudetto, la nona, la decima e l'undicesima classificata hanno acceduto ai play-off 5º posto, mentre l'ultima classificata è retrocessa in Serie A2.
- Play-off scudetto, disputati con quarti di finale, semifinali e finale, giocate al meglio di tre vittorie su cinque gare. Le quattro eliminate ai quarti di finale hanno acceduto ai play-off 5º posto (nel caso in cui la prima classificata al termine della regular season, che non partecipa ai play-off 5º posto, è eliminata ai quarti di finale, si qualifica ai play-off 5º posto la semifinalista eliminata peggio classificata in regular season).
- Play-off 5º posto (nel caso in cui la prima classificata in regular season non è eliminata nei quarti di finale dei play-off scudetto), disputati con quarti di finale, semifinali, a cui è direttamente qualificata l'eliminata ai quarti di finale dei play-off scudetto meglio classificata in regular season, e finale 5º posto, giocate al meglio di due vittorie su tre gare.
- Play-off 5º posto (nel caso in cui la prima classificata in regular season è eliminata nei quarti di finale dei play-off scudetto), disputati con:
  - Quarti di finale, giocati al meglio di due vittorie su tre gare.
  - Semifinali, a cui è direttamente qualificata l'eliminata alle semifinali dei play-off scudetto peggio classificata in regular season, e finale, giocate con gare di andata e ritorno (in caso di parità di vittorie si è disputato un golden set)[1].

Il criterio di accesso alle coppe europee 2026-27 ha previsto:
- 3 posti in Champions League assegnati alla prima classificata in regular season e alle due finaliste dei play-off scudetto (nel caso in cui la prima classificata in regular season sia una delle due due finaliste è assegnato alla semifinalista dei play-off scudetto meglio classificata in regular season).
- 1 posto in Coppa CEV assegnato alla semifinalista dei play-off scudetto peggio classificata in regular season (nel caso in cui la prima classificata in regular season è eliminata nei quarti di finale dei play-off scudetto è assegnato alla semifinalista dei play-off scudetto meglio classificata in regular season).
- 1 posto in Challenge Cup assegnato alla vincitrice dei play-off 5º posto[1].

### Criteri di classifica
Se il risultato finale è stato di 3-0 o 3-1 sono stati assegnati 3 punti alla squadra vincente e 0 a quella sconfitta, se il risultato finale è stato di 3-2 sono stati assegnati 2 punti alla squadra vincente e 1 a quella sconfitta.
L'ordine del posizionamento in classifica è stato definito in base a:
- Punti;
- Numero di partite vinte;
- Ratio dei set vinti/persi;
- Ratio dei punti realizzati/subiti.

## Squadre partecipanti
| Club               | Stagione | Città              | Impianto               | Stagione precedente                                                               |
| ------------------ | -------- | ------------------ | ---------------------- | --------------------------------------------------------------------------------- |
| Cisterna           | dettagli | Cisterna di Latina | Palazzetto dello Sport | 8ª in Superlega; quarti di finale play-off scudetto; 5ª play-off 5º posto         |
| Cuneo              | dettagli | Cuneo              | PalaCastagnaretta      | 4ª in Serie A2; vincitrice play-off promozione                                    |
| Lube               | dettagli | Treia              | PalaCivitanova         | 3ª in Superlega; finale play-off scudetto                                         |
| M&G                | dettagli | Grottazzolina      | Palasport              | 10ª in Superlega; 6ª play-off 5º posto                                            |
| Milano             | dettagli | Milano             | Arena di Monza         | 11ª in Superlega                                                                  |
| Modena             | dettagli | Modena             | PalaPanini             | 7ª in Superlega; quarti di finale play-off scudetto: finale play-off 5º posto     |
| Padova             | dettagli | Padova             | PalaSanLazzaro         | 9ª in Superlega; semifinali play-off 5º posto                                     |
| Powervolley Milano | dettagli | Milano             | Palalido               | 6ª in Superlega; quarti di finale play-off scudetto; vincitrice play-off 5º posto |
| Sir Safety Perugia | dettagli | Perugia            | PalaEvangelisti        | 2ª in Superlega; 3ª play-off scudetto                                             |
| Trentino           | dettagli | Trento             | PalaTrento             | 1ª in Superlega; campione d'Italia                                                |
| Verona             | dettagli | Verona             | PalaOlimpia            | 4ª in Superlega; quarti di finale play-off scudetto; semifinali play-off 5º posto |
| You Energy         | dettagli | Piacenza           | PalaBanca              | 5ª in Superlega; 4ª play-off scudetto                                             |

## Torneo

### Regular season

#### Risultati
| Prima giornata |                             |  |  |
|                |                             |  |  |
| 19-10          | Lube - M&G                  |  |  |
| 19-10          | Verona - You Energy         |  |  |
| 19-10          | Powervolley Milano - Modena |  |  |
| 19-10          | Cisterna - Trentino         |  |  |
| 19-10          | Padova - Cuneo              |  |  |
| 19-10          | Milano - Sir Safety Perugia |  |  |

| Seconda giornata |                                 |  |  |
|                  |                                 |  |  |
| 26-10            | Trentino - Padova               |  |  |
| 26-10            | Sir Safety Perugia - Lube       |  |  |
| 26-10            | You Energy - Powervolley Milano |  |  |
| 26-10            | Modena - Milano                 |  |  |
| 26-10            | M&G - Verona                    |  |  |
| 26-10            | Cuneo - Cisterna                |  |  |

| Terza giornata |                             |  |  |
|                |                             |  |  |
| 29-10          | Sir Safety Perugia - Padova |  |  |
| 29-10          | Lube - Trentino             |  |  |
| 29-10          | Verona - Powervolley Milano |  |  |
| 29-10          | You Energy - Modena         |  |  |
| 29-10          | Cisterna - M&G              |  |  |
| 29-10          | Milano - Cuneo              |  |  |

| Quarta giornata |                             |  |  |
|                 |                             |  |  |
| 02-11           | Lube - Cisterna             |  |  |
| 02-11           | Verona - Trentino           |  |  |
| 02-11           | Powervolley Milano - Milano |  |  |
| 02-11           | Modena - Sir Safety Perugia |  |  |
| 02-11           | Padova - M&G                |  |  |
| 02-11           | Cuneo - You Energy          |  |  |

| Quinta giornata |                             |  |  |
|                 |                             |  |  |
| 16-11           | Trentino - Milano           |  |  |
| 16-11           | Sir Safety Perugia - Verona |  |  |
| 16-11           | You Energy - Lube           |  |  |
| 16-11           | Cisterna - Modena           |  |  |
| 16-11           | Padova - Powervolley Milano |  |  |
| 16-11           | M&G - Cuneo                 |  |  |

| Sesta giornata |                                 |  |  |
|                |                                 |  |  |
| 19-11          | Lube - Verona                   |  |  |
| 19-11          | You Energy - Sir Safety Perugia |  |  |
| 19-11          | Powervolley Milano - M&G        |  |  |
| 19-11          | Modena - Padova                 |  |  |
| 19-11          | Milano - Cisterna               |  |  |
| 19-11          | Cuneo - Trentino                |  |  |

| Settima giornata |                               |  |  |
|                  |                               |  |  |
| 23-11            | Trentino - Sir Safety Perugia |  |  |
| 23-11            | Verona - Milano               |  |  |
| 23-11            | Cisterna - Powervolley Milano |  |  |
| 23-11            | Padova - Lube                 |  |  |
| 23-11            | M&G - You Energy              |  |  |
| 23-11            | Cuneo - Modena                |  |  |

| Ottava giornata |                               |  |  |
|                 |                               |  |  |
| 30-11           | Sir Safety Perugia - Cisterna |  |  |
| 30-11           | Lube - Cuneo                  |  |  |
| 30-11           | Powervolley Milano - Trentino |  |  |
| 30-11           | Modena - M&G                  |  |  |
| 30-11           | Padova - Verona               |  |  |
| 30-11           | Milano - You Energy           |  |  |

| Nona giornata |                            |  |  |
|               |                            |  |  |
| 03-12         | Trentino - Modena          |  |  |
| 03-12         | Verona - Cisterna          |  |  |
| 03-12         | You Energy - Padova        |  |  |
| 03-12         | M&G - Sir Safety Perugia   |  |  |
| 03-12         | Milano - Lube              |  |  |
| 03-12         | Cuneo - Powervolley Milano |  |  |

| Decima giornata |                                         |  |  |
|                 |                                         |  |  |
| 07-12           | Powervolley Milano - Sir Safety Perugia |  |  |
| 07-12           | Modena - Lube                           |  |  |
| 07-12           | Cisterna - You Energy                   |  |  |
| 07-12           | Padova - Milano                         |  |  |
| 07-12           | M&G - Trentino                          |  |  |
| 07-12           | Cuneo - Verona                          |  |  |

| Undicesima giornata |                            |  |  |
|                     |                            |  |  |
| 14-12               | Trentino - You Energy      |  |  |
| 14-12               | Sir Safety Perugia - Cuneo |  |  |
| 14-12               | Lube - Powervolley Milano  |  |  |
| 14-12               | Verona - Modena            |  |  |
| 14-12               | Cisterna - Padova          |  |  |
| 14-12               | Milano - M&G               |  |  |

| Dodicesima giornata |                             |  |  |
|                     |                             |  |  |
| 21-12               | Sir Safety Perugia - Milano |  |  |
| 21-12               | You Energy - Verona         |  |  |
| 21-12               | Modena - Cisterna           |  |  |
| 21-12               | Padova - Trentino           |  |  |
| 21-12               | M&G - Powervolley Milano    |  |  |
| 21-12               | Cuneo - Lube                |  |  |

| Tredicesima giornata |                               |  |  |
|                      |                               |  |  |
| 26-12                | Lube - You Energy             |  |  |
| 26-12                | Verona - M&G                  |  |  |
| 26-12                | Powervolley Milano - Padova   |  |  |
| 26-12                | Modena - Cuneo                |  |  |
| 26-12                | Cisterna - Sir Safety Perugia |  |  |
| 26-12                | Milano - Trentino             |  |  |

| Quattordicesima giornata |                                         |  |  |
|                          |                                         |  |  |
| 04-01                    | Trentino - Lube                         |  |  |
| 04-01                    | Sir Safety Perugia - Powervolley Milano |  |  |
| 04-01                    | You Energy - Cuneo                      |  |  |
| 04-01                    | Padova - Modena                         |  |  |
| 04-01                    | M&G - Cisterna                          |  |  |
| 04-01                    | Milano - Verona                         |  |  |

| Quindicesima giornata |                               |  |  |
|                       |                               |  |  |
| 11-01                 | Trentino - Verona             |  |  |
| 11-01                 | Sir Safety Perugia - Modena   |  |  |
| 11-01                 | Lube - Padova                 |  |  |
| 11-01                 | You Energy - Milano           |  |  |
| 11-01                 | Powervolley Milano - Cisterna |  |  |
| 11-01                 | Cuneo - M&G                   |  |  |

| Sedicesima giornata |                                 |  |  |
|                     |                                 |  |  |
| 14-01               | Verona - Padova                 |  |  |
| 14-01               | Powervolley Milano - You Energy |  |  |
| 14-01               | Modena - Trentino               |  |  |
| 14-01               | Cisterna - Milano               |  |  |
| 14-01               | M&G - Lube                      |  |  |
| 14-01               | Cuneo - Sir Safety Perugia      |  |  |

| Diciassettesima giornata |                               |  |  |
|                          |                               |  |  |
| 18-01                    | Trentino - Powervolley Milano |  |  |
| 18-01                    | Lube - Sir Safety Perugia     |  |  |
| 18-01                    | Verona - Cuneo                |  |  |
| 18-01                    | You Energy - M&G              |  |  |
| 18-01                    | Padova - Cisterna             |  |  |
| 18-01                    | Milano - Modena               |  |  |

| Diciottesima giornata |                               |  |  |
|                       |                               |  |  |
| 25-01                 | Sir Safety Perugia - Trentino |  |  |
| 25-01                 | Powervolley Milano - Lube     |  |  |
| 25-01                 | Modena - You Energy           |  |  |
| 25-01                 | Cisterna - Verona             |  |  |
| 25-01                 | M&G - Padova                  |  |  |
| 25-01                 | Cuneo - Milano                |  |  |

| Diciannovesima giornata |                             |  |  |
|                         |                             |  |  |
| 01-02                   | Trentino - Cuneo            |  |  |
| 01-02                   | Verona - Lube               |  |  |
| 01-02                   | You Energy - Cisterna       |  |  |
| 01-02                   | Modena - Powervolley Milano |  |  |
| 01-02                   | Padova - Sir Safety Perugia |  |  |
| 01-02                   | M&G - Milano                |  |  |

| Ventesima giornata |                                 |  |  |
|                    |                                 |  |  |
| 15-02              | Trentino - M&G                  |  |  |
| 15-02              | Sir Safety Perugia - You Energy |  |  |
| 15-02              | Lube - Modena                   |  |  |
| 15-02              | Powervolley Milano - Verona     |  |  |
| 15-02              | Cisterna - Cuneo                |  |  |
| 15-02              | Milano - Padova                 |  |  |

| Ventunesima giornata |                             |  |  |
|                      |                             |  |  |
| 22-02                | Verona - Sir Safety Perugia |  |  |
| 22-02                | You Energy - Trentino       |  |  |
| 22-02                | Cisterna - Lube             |  |  |
| 22-02                | M&G - Modena                |  |  |
| 22-02                | Milano - Powervolley Milano |  |  |
| 22-02                | Cuneo - Padova              |  |  |

| Ventiduesima giornata |                            |  |  |
|                       |                            |  |  |
| 25-02                 | Trentino - Cisterna        |  |  |
| 25-02                 | Sir Safety Perugia - M&G   |  |  |
| 25-02                 | Lube - Milano              |  |  |
| 25-02                 | Powervolley Milano - Cuneo |  |  |
| 25-02                 | Modena - Verona            |  |  |
| 25-02                 | Padova - You Energy        |  |  |

#### Classifica
| Pos. | Squadra            | Pt | G  | V | P | SV | SP | Ratio | PF | PS | Ratio |
| ---- | ------------------ | -- | -- | - | - | -- | -- | ----- | -- | -- | ----- |
| 1.   | Cisterna           |    | 22 |   |   |    |    |       |    |    |       |
| 2.   | Cuneo              |    | 22 |   |   |    |    |       |    |    |       |
| 3.   | Lube               |    | 22 |   |   |    |    |       |    |    |       |
| 4.   | M&G                |    | 22 |   |   |    |    |       |    |    |       |
| 5.   | Milano             |    | 22 |   |   |    |    |       |    |    |       |
| 6.   | Modena             |    | 22 |   |   |    |    |       |    |    |       |
| 7.   | Padova             |    | 22 |   |   |    |    |       |    |    |       |
| 8.   | Powervolley Milano |    | 22 |   |   |    |    |       |    |    |       |
| 9.   | Sir Safety Perugia |    | 22 |   |   |    |    |       |    |    |       |
| 10.  | Trentino           |    | 22 |   |   |    |    |       |    |    |       |
| 11.  | Verona             |    | 22 |   |   |    |    |       |    |    |       |
| 12.  | You Energy         |    | 22 |   |   |    |    |       |    |    |       |

      Qualificata ai play-off scudetto.
      Qualificata alla fase a gironi play-off 5º posto.
      Retrocessa in Serie A2.

### Play-off scudetto

#### Tabellone
|  | Quarti di finale | Quarti di finale | Quarti di finale | Quarti di finale | Quarti di finale | Quarti di finale | Quarti di finale |  |  | Semifinali | Semifinali | Semifinali | Semifinali | Semifinali | Semifinali | Semifinali |  |  | Finale | Finale | Finale | Finale | Finale | Finale | Finale |  |
|  |                  |                  |                  |                  |                  |                  |                  |  |  |            |            |            |            |            |            |            |  |  |        |        |        |        |        |        |        |  |
|  | -                | -                |                  |                  |                  |                  |                  |  |  |            |            |            |            |            |            |            |  |  |        |        |        |        |        |        |        |  |
|  | -                | -                |                  |                  |                  |                  |                  |  |  |            |            |            |            |            |            |            |  |  |        |        |        |        |        |        |        |  |
|  | -                | -                |                  |                  |                  |                  |                  |  |  |            |            |            |            |            |            |            |  |  |        |        |        |        |        |        |        |  |
|  | -                | -                |                  | -                | -                |                  |                  |  |  |            |            |            |            |            |            |            |  |  |        |        |        |        |        |        |        |  |
|  |                  |                  |                  |                  |                  |                  |                  |  |  |            |            |            |            |            |            |            |  |  |        |        |        |        |        |        |        |  |
|  |                  |                  | -                | -                |                  |                  |                  |  |  |            |            |            |            |            |            |            |  |  |        |        |        |        |        |        |        |  |
|  | -                | -                | -                | -                |                  |                  |                  |  |  |            |            |            |            |            |            |            |  |  |        |        |        |        |        |        |        |  |
|  | -                | -                |                  |                  |                  |                  |                  |  |  |            |            |            |            |            |            |            |  |  |        |        |        |        |        |        |        |  |
|  | -                | -                |                  |                  |                  |                  |                  |  |  |            |            |            |            |            |            |            |  |  |        |        |        |        |        |        |        |  |
|  | -                | -                |                  | -                | -                |                  |                  |  |  |            |            |            |            |            |            |            |  |  |        |        |        |        |        |        |        |  |
|  |                  |                  |                  |                  |                  |                  |                  |  |  |            |            |            |            |            |            |            |  |  |        |        |        |        |        |        |        |  |
|  |                  |                  | -                | -                |                  |                  |                  |  |  |            |            |            |            |            |            |            |  |  |        |        |        |        |        |        |        |  |
|  | -                | -                | -                | -                |                  |                  |                  |  |  |            |            |            |            |            |            |            |  |  |        |        |        |        |        |        |        |  |
|  | -                | -                |                  |                  |                  |                  |                  |  |  |            |            |            |            |            |            |            |  |  |        |        |        |        |        |        |        |  |
|  | -                | -                |                  |                  |                  |                  |                  |  |  |            |            |            |            |            |            |            |  |  |        |        |        |        |        |        |        |  |
|  | -                | -                |                  | -                | -                |                  |                  |  |  |            |            |            |            |            |            |            |  |  |        |        |        |        |        |        |        |  |
|  |                  |                  |                  |                  |                  |                  |                  |  |  |            |            |            |            |            |            |            |  |  |        |        |        |        |        |        |        |  |
|  |                  |                  | -                | -                |                  |                  |                  |  |  |            |            |            |            |            |            |            |  |  |        |        |        |        |        |        |        |  |
|  | -                | -                | -                | -                |                  |                  |                  |  |  |            |            |            |            |            |            |            |  |  |        |        |        |        |        |        |        |  |
|  | -                | -                |                  |                  |                  |                  |                  |  |  |            |            |            |            |            |            |            |  |  |        |        |        |        |        |        |        |  |
|  | -                | -                |                  |                  |                  |                  |                  |  |  |            |            |            |            |            |            |            |  |  |        |        |        |        |        |        |        |  |

#### Risultati

##### Quarti di finale
| Gara 1 |  |  |  |
|        |  |  |  |
|        |  |  |  |
|        |  |  |  |
|        |  |  |  |
|        |  |  |  |

| Gara 2 |  |  |  |
|        |  |  |  |
|        |  |  |  |
|        |  |  |  |
|        |  |  |  |
|        |  |  |  |

| Gara 3 |  |  |  |
|        |  |  |  |
|        |  |  |  |
|        |  |  |  |
|        |  |  |  |
|        |  |  |  |

| Gara 4 |           |  |  |
|        |           |  |  |
|        | eventuale |  |  |
|        | eventuale |  |  |
|        | eventuale |  |  |
|        | eventuale |  |  |

| Gara 5 |           |  |  |
|        |           |  |  |
|        | eventuale |  |  |
|        | eventuale |  |  |
|        | eventuale |  |  |
|        | eventuale |  |  |

##### Semifinali
| Gara 1 |  |  |  |
|        |  |  |  |
|        |  |  |  |
|        |  |  |  |

| Gara 2 |  |  |  |
|        |  |  |  |
|        |  |  |  |
|        |  |  |  |

| Gara 3 |  |  |  |
|        |  |  |  |
|        |  |  |  |
|        |  |  |  |

| Gara 4 |           |  |  |
|        |           |  |  |
|        | eventuale |  |  |
|        | eventuale |  |  |

| Gara 5 |           |  |  |
|        |           |  |  |
|        | eventuale |  |  |
|        | eventuale |  |  |

##### Finale
| Gara 1 |  |  |  |
|        |  |  |  |
|        |  |  |  |

| Gara 2 |  |  |  |
|        |  |  |  |
|        |  |  |  |

| Gara 3 |  |  |  |
|        |  |  |  |
|        |  |  |  |

| Gara 4 |           |  |  |
|        |           |  |  |
|        | eventuale |  |  |

| Gara 5 |           |  |  |
|        |           |  |  |
|        | eventuale |  |  |